# Смит, Джордан (боец)
Джо́рдан Смит (англ. Jordan Smith; 25 декабря 1984, Анхелес) — американский боец смешанного стиля, выступавший в средней и полусредней весовых категориях. Участвовал в профессиональных боях ММА в период 2007—2014 годов, известен прежде всего по выступлению на турнирах бойцовской организации Bellator, где был участником шестого и седьмого сезонов гран-при полусреднего веса.

## Биография
Джордан Смит родился 25 декабря 1984 года в городе Анхелес на Филиппинах.
Дебютировал в смешанных единоборствах в 2007 году, проведя несколько победных поединков, как среди любителей, так и среди профессионалов. В основном дрался в штате Юта в местных промоушенах UCE, Throwdown Showdown, Showdown Fights и др. Первое время выступал в полутяжёлой весовой категории, одержал победу в первых десяти боях, однако в июне 2009 года встретился с Ричардом Хейлом, который значительно превосходил его по габаритам, и этот бой закончился ничьей. Начиная с этого момента Смит начал уделять значительное внимание сгонке веса и в конечном итоге спустился до среднего веса.
Победил таких известных бойцов как Бристол Марунде, Ник Россборо, Густаво Мачадо. Первое в карьере поражение потерпел в сентябре 2010 года раздельным решением судей от ветерана UFC Джоша Бёркмена. Принимал участие в реалити-шоу The Ultimate Fighter: Team Liddell vs. Team Ortiz, где уже в стартовом отборочном поединке был нокаутирован Брэдом Таваресом.
В результате поражения Джордан Смит принял решение спуститься на ещё одну весовую категорию ниже и начал отныне выступать в полусреднем весе. Удушением сзади победил Марио Сартори в Бразилии, решением судей победил опытных Каро Парисяна и Джоша Макдональда, однако техническим нокаутом проиграл Тиму Маккинзи.
В 2012 году Смит подписал контракт с крупной американской бойцовской организацией Bellator и, заменив Брайана Фостера, принял участие в шестом сезоне гран-при полусредневесов, где уже на стадии четвертьфиналов был нокаутирован Девидом Рикелсом. Вскоре он предпринял ещё одну попытку выиграть гран-при и стал участником седьмого сезона — на сей раз в четвертьфинале его остановил россиянин Андрей Корешков, будущий чемпион организации, победивший единогласным судейским решением. Третий и последний бой в Bellator Смит провёл в феврале 2013 года, проиграл раздельным решением Джесси Хуаресу.
Покинув Bellator, Смит выступал в менее значимых промоушенах. В августе 2014 года побывал на турнире Платформа S-70 в Сочи, где единогласным решением уступил россиянину Анатолию Токову. Всего провёл в смешанных единоборствах 26 поединков, из них 18 выиграл, 7 проиграл, в одном случае была зафиксирована ничья.

## Статистика в профессиональном ММА
| Боёв 26         | Побед 18 | Поражений 7 |
| --------------- | -------- | ----------- |
| Нокаутом        | 7        | 2           |
| Сдачей          | 8        | 0           |
| Решением        | 3        | 5           |
| Ничьи           | 1        | 1           |
| Не состоявшихся | 0        | 0           |

| Результат | Рекорд | Соперник         | Способ                             | Турнир                                     | Дата             | Раунд | Время | Место                | Примечание                                        |
| --------- | ------ | ---------------- | ---------------------------------- | ------------------------------------------ | ---------------- | ----- | ----- | -------------------- | ------------------------------------------------- |
| Поражение | 18–7–1 | Анатолий Токов   | Единогласное решение               | Платформа S-70 5                           | 9 августа 2014   | 3     | 5:00  | Сочи, Россия         |                                                   |
| Поражение | 18–6–1 | Эдгар Гарсия     | Раздельное решение                 | Showdown Fights 13: Lopez vs. Castillo     | 24 января 2014   | 3     | 5:00  | Орем, США            |                                                   |
| Победа    | 18–5–1 | Колтон Воган     | TKO (удары руками)                 | Rage in the Cage 7                         | 23 августа 2013  | 1     | 3:34  | Нампа, США           |                                                   |
| Поражение | 17–5–1 | Джесси Хуарес    | Раздельное решение                 | Bellator 90                                | 21 февраля 2013  | 3     | 5:00  | Уэст-Валли-Сити, США |                                                   |
| Поражение | 17–4–1 | Андрей Корешков  | Единогласное решение               | Bellator 74                                | 28 сентября 2012 | 3     | 5:00  | Атлантик-Сити, США   | Четвертьфинал 7 сезона гран-при полусреднего веса |
| Поражение | 17–3–1 | Девид Рикелс     | KO (удары руками)                  | Bellator 63                                | 30 марта 2012    | 1     | 0:22  | Анкасвилл, США       | Четвертьфинал 6 сезона гран-при полусреднего веса |
| Победа    | 17–2–1 | Джош Макдональд  | Единогласное решение               | Showdown Fights - Evolution                | 18 ноября 2011   | 3     | 5:00  | Орем, США            |                                                   |
| Победа    | 16–2–1 | Каро Парисян     | Раздельное решение                 | Amazon Forest Combat 1                     | 14 сентября 2011 | 3     | 5:00  | Манаус, Бразилия     |                                                   |
| Поражение | 15–2–1 | Тим Маккинзи     | TKO (удары руками)                 | Showdown Fights: Shootout                  | 16 апреля 2011   | 1     | 0:11  | Орем, США            |                                                   |
| Победа    | 15–1–1 | Марио Сартори    | Сдача (удушение сзади)             | Bitetti Combat 8: 100 Years of Corinthians | 4 декабря 2010   | 3     | 4:52  | Сан-Паулу, Бразилия  |                                                   |
| Поражение | 14–1–1 | Джош Бёркмен     | Раздельное решение                 | Showdown Fights: Respect                   | 24 сентября 2010 | 3     | 5:00  | Орем, США            |                                                   |
| Победа    | 14–0–1 | Брендон Мелендес | Сдача (гильотина)                  | World Championship Full Contact            | 5 июня 2010      | 1     | 3:23  | Солт-Лейк-Сити, США  |                                                   |
| Победа    | 13–0–1 | Густаво Мачадо   | Единогласное решение               | Washington Combat: Battle of the Legends   | 15 мая 2010      | 3     | 5:00  | Вашингтон, США       |                                                   |
| Победа    | 12–0–1 | Ник Россборо     | KO (удары руками)                  | World Championship Full Contact            | 3 апреля 2010    | 1     | 2:32  | Солт-Лейк-Сити, США  |                                                   |
| Победа    | 11–0–1 | Бристол Марунде  | Сдача (треугольник)                | Throwdown Showdown 5: Homecoming           | 20 ноября 2009   | 1     | 2:52  | Орем, США            | Дебют в среднем весе                              |
| Ничья     | 10–0–1 | Ричард Хейл      | Ничья                              | Throwdown Showdown 4: Cuatro               | 6 июня 2009      | 5     | 5:00  | Уэст-Валли-Сити, США |                                                   |
| Победа    | 10–0   | Шон О’Коннелл    | Сдача (удушение сзади)             | Throwdown Showdown 3: Big Time             | 20 февраля 2009  | 1     | 2:30  | Солт-Лейк-Сити, США  |                                                   |
| Победа    | 9–0    | Джереми Питерсон | TKO                                | Jeremy Horn's Elite Fight Night 5          | 14 ноября 2008   | 2     | N/A   | Лейтон, США          |                                                   |
| Победа    | 8–0    | Бен Фуимаоно     | Сдача (удушение сзади)             | Throwdown Showdown 2: The Return           | 26 сентября 2008 | 1     | 1:34  | Орем, США            |                                                   |
| Победа    | 7–0    | Рич Гуэрин       | Техническая сдача (удушение сзади) | LMMA: Lightning at Legends                 | 28 июня 2008     | 1     | N/A   | Топпениш, США        |                                                   |
| Победа    | 6–0    | Букер Дероуззи   | Сдача (удушение сзади)             | Take That Promotions: Battle at The Bend 1 | 7 июня 2008      | 1     | 2:59  | Бетолто, США         |                                                   |
| Победа    | 5–0    | Туа Лино         | TKO (удары руками)                 | Jeremy Horn's Elite Fight Night 2          | 17 мая 2008      | 1     | 2:30  | Солт-Лейк-Сити, США  |                                                   |
| Победа    | 4–0    | Дейв Бозен       | TKO                                | UCE Round 30 Episode 7                     | 16 февраля 2008  | 2     | 1:42  | Солт-Лейк-Сити, США  |                                                   |
| Победа    | 3–0    | Билл Вудсон      | Сдача (гильотина)                  | UCE Round 30 Episode 4                     | 26 января 2008   | 1     | 1:59  | Солт-Лейк-Сити, США  |                                                   |
| Победа    | 2–0    | Аарон Сойер      | TKO (травма)                       | UCE Round 29 Episode 1                     | 8 декабря 2007   | 1     | 5:00  | Солт-Лейк-Сити, США  |                                                   |
| Победа    | 1–0    | Алекс Мэй        | TKO (удары руками)                 | MMA Genesis 3                              | 15 июня 2007     | 1     | 0:19  | Сейнт-Чарльз, США    |                                                   |